# Julcán (cidade)
Julcán é uma cidade do Peru, situada na região de La Libertad. Capital da  província homônima, sua população em 2017 foi estimada em 2.660 habitantes.